# Пол Харис
Пол Пърси Харис, наричан също Бащата на Ротари, е американски адвокат, който е сред създателите на голямата международна неправителствена организация „Ротари клуб“.

## Биография
Роден е на 19 април 1868 г. в Расийн, Уисконсин, Съединени американски щати в семейството на Джордж Харис и Корнелия Е. Харис. Има доказателства, че по майчина линия родословието на семейството се корени далеч в миналото по времето, когато „Мейфлауър“ е дебаркирал в Плимут Рок. Живее в Расийн до 3-годишната си възраст. Въпреки голямата подкрепа, която дядото оказва на младото семейство, финансовата нестабилност ги принуждава да се преместят. През 1871 г. Пол и неговият по-голям брат Сесил са изпратени в Уолингфорд, Върмонт при родителите на баща им. Години по-късно той ще напише: „Каквито и задължения да са имали Джордж и Корнелия, пестеливостта явно не е била сред тях. Те харчеха като крале.“
Израствайки в такава патриархална среда, той се научава до почита традиционните семейни ценности толкова характерни за Нова Англия от неговото детство. През октомври 1928 г., когато се завръща по местата на своето юношество, за да присъства на чартърното тържество на „Ротари клуб“, Уолингфорд Архив на оригинала от 2008-07-23 в Wayback Machine., той възторжено заявява: „Това, че днес откриваме толкова много неща в „Ротари „, се дължи на традицията в Стара Англия цялото семейство да се събира и да сяда около масата“.
Началното си образование завършва в Уолингфорд, а средното – в Рътланд. Бил е лудетина и често е бягал от час. В началото на 1880-те години за известно време посещава Black River Academy в Лъдлоу, но е изключен от там само след няколко седмици. След обучението му във Върмонтската военна академия (Vermont Military Academy) се записва през 1885 г. в Университета на Върмонт (University of Vermont) в Бърлингтън. През декември 1886 г. е изключен, заедно с още 3 студенти, като ръководители и членове на нелегално общество. По-късно той ще напише, че независимо от това, че е бил невинен, изключването му е било напълно справедливо: „Работата в тази нелегална организация придава особен колорит на живота в университета. Президентът Buckham остро осъжда изгонването на 4-та най-честни работници от колежа.”
Цялата пролет Харис учи под наблюдението на частен учител и към края на 1887 г. се записва в Принстънския университет (Princeton University). За съжалени отново не може да завърши, поради смъртта на своя дядо през март 1888 г. Независимо че е издържал първия семестър, той не се завръща за следващата академична година. Пол признава, че дядо му е имал голямо влияние и е изиграл решаваща роля в целия му живот. И макар че е изпълнявал капризите на своя собствен син, Джордж, се превръща в забележителен родител за Пол. Той го е научил, че едно нещо трябва да бъде над всичко и това е ТОЛЕРАНТНОСТТА.
През есента на 1890 г. се записва в Юридическия факултет на Университета на Айова (University of owa. Когато научава, че любимата му баба е починала, няма време, за да се върне в Уолингфор за погребението. Връзките му със семейството са почти отрязани.
Получава степен по право през 1891 г. Вместо да отиде в малък град и в продължение на 5 г. да работи, а след това да отиде в големия град, той започва работа като репортер, после е актьор, каубой, моряк, продавач на гранит, берач на плодове и хотелски служител.
През 1896 г. пристига в Чикаго и става един от изключителните адвокати с процъфтяваща адвокатска кантора. Първият му клиент се казва Силвестър Шийл, който имал нужда от адвокат, за да събере $ 10,00 дълг към него. В началото на 1930-те години прекъсва работа поради влошено здравословно състояние. Неговата „Компания на Харис, Додс и Браун“ продължава да съществува в продължение на много години с един и същ телефонен номер и до днес.
През 1900 г. след вечеря с Боб Франкс – колега адвокат, Пол Харис е вдъхновен от мисълта да създаде организация, където мъже от различни професии могат да се съберат в задруга. Прекарва около 5 г., обмисляйки тази възможност.

## Наследство

### Ротари Интернешънъл
При смъртта на Харис (на 79-годишна възраст) „Ротари Интернешънъл“ е нараснал до повече от 200 000 членове в 75 страни. Има 1,2 милиона членове по целия свят.
Мотото на „Ротари Интернешънъл“ е Service Above Self. Докато клубът предвижда място за бизнес и социални мрежи, основният фокус е върху местните и международни проекти за служба.

### Пол Харис Фелоу
Лица, които са допринесли с повече от $ 1000 за годишния програмен фонд Полио Плюс фонд (фонд за борба срещу разпространението и възникването на полиомиелита) или програма за безвъзмездни средства за хуманитарна помощ на фондацията „Ротари“, се признават за Пол Харис фелоу. Отделно от това Ротари клубовете може сами да удостояват от време на време лауреати на почетната награда „Пол Харис фелоу“. Лауреатите са личности, които отговарят на високите професионални и лични стандарти, установени от Пол Харис. Отличието „Пол Харис“ не се ограничава до ротарианци.
Пол Харис фелоу получава специален сертификат и златна значка. По преценка на клуба лауреатът също може да получи златен медальон върху синьо-златна лента.
Многократните носители на „Пол Харис фелоу“ са признати, тъй като те продължават да допринасят. Освен това носителите на „Пол Харис фелоу“ получават признание под формата на точки, които те могат да прехвърлят за удостояване на други членове с наградата „Пол Харис фелоу“.

### Пол Харис общество
„Пол Харис общество“ е специална програма, администрирана от Ротари дистриктите. Членовете на „Пол Харис общество“ се ангажират да допринесат 1000 щатски долара всяка година за годишния програмен фонд. Всеки член на „Пол Харис общество“ получава „закачалка“ за своята Пол Харис значка с инициали PHS.

## Ротари Интернешънъл

### Създаване
На 23 февруари 1905 г. Пол Харис създава Ротари
„За безкористна служба" – това мото сигурно се е мяркало пред очите ви през годините. Обикновено по благотворителни събития или кампании на бизнесмени алтруисти. Изразът минава за етикет на ротарианците и върви с тях повече от век. Утре – 23 февруари, клубовете Ротари в цял свят отбелязват 105 години от раждането на ротарианското движение. С днешна дата могъщата организация има претенцията да събира на едно място лидери, които доброволно отдават времето и уменията си, за да служат на своите общности и света. Във вечерта на 23 февруари 1905 никой от участниците в първата ротари сбирка не е толкова смел в мечтите си. Пресилена е дори думата „сбирка" – иде реч за неформална среща на четирима приятели в офиса на един от тях. Домакин е минният инженер Густавус Лоер. Карето се събира по идея на адвоката Пол Пърси Харис, тачен днес като бащата на ротарианството. Останалите участници в срещата са търговецът на въглища Силвестър Шийл и Хирам Шори – предприемач от шивашкия бизнес. Четворката кръщава клуба си ротари (rotary – въртящ се, ротационен). Идеята е сбирките им да стават всяка седмица, а членовете да се редуват като домакини. Мотор на движението е Пол Харис. За ротарианците името му звучи като мантра, но извън техните кръгове е почти неизвестен. Когато създава първия Ротари клуб, е на 37 години и започва с трима съмишленици. Четири десетилетия по-късно – когато умира на 27 януари 1947-а, към каузата на Харис са приобщени стотици хиляди души, разпределени в 6000 клуба. Днес Ротари клубовете по света са 32 000, а членската маса минава 1 200 000 души. Приживе често питат Харис дали е предполагал, че Ротари ще се разгърне като световно движение. "Не, през 1905 г. не виждах такова бъдеще. Когато човек засажда фиданка в ранна пролет, може ли да е сигурен, че от нея ще израсне здраво дърво? В детството и младежките години на Харис също няма индикации, че от него ще произлезе световен лидер. Пол Пърси изплаква на 19 април 1868 в Расин, щата Уисконсин. Има доказателства, че майката на бъдещия ротарианец е пряка наследница на отците основатели на Америка, пристигнали от Англия с кораба „Мейфлауър" през 1620 г. Въпреки това впечатляващо потекло фамилията Харис живее скромно. След Пол се раждат още четири деца и баща им праща двамата си най-големи синове на отглеждане при дядото Хауърд Харис. Години по-късно Пол Харис ще напише в мемоарите си, че дядо му е начертал карта за успех в живота, където вярната посока е толерантността. В началото на 90-те години на XIX век бъдещият ротарианец завършва право, но вместо да се озове в адвокатска кантора, той тръгва на пътешествия. През следващите пет „скитнически" години Пол Харис подхваща какво ли не – репортер в „Сан Франциско Кроникъл", актьор, играч на борсата, каубой, берач на грозде, пътуващ търговец на мрамор и гранит, нощна смяна в хотел. През 1896 Пол Харис вече е в Чикаго и подхваща адвокатска практика. Чувства се самотен, защото няма познати извън работата си. Един ден негов клиент го кани на вечеря. След хапването двамата тръгват на разходка и домакинът запознава Пол с всички търговци в квартала. В този момент на Харис му хрумва идеята за създаване на общност от бизнесмени, основана на приятелството и помощта. Години по-късно клубовете са факт. Самотата от живота на Пол си отива, защото освен съмишленици, той открива и жената на живота си. На излет с приятели той среща красивата шотландка Жан Томпсън. Когато го видяла, дамата насмешливо посочила с пръст сакото му, скъсано на едно място. И самоуверено предложила да го зашие. Три месеца по-късно се оженили.

### Начало
Как Ротари наистина започна, по думите на основателя на Ротари Пол Харис, записани на 20 декември 1945 г.:
Четвъртък вечер, 23 февруари 1905 г. в Чикаго, Илинойс, САЩ 37-годишният адвокат Пол П. Харис, освежен от 5-те години див необвързан живот и 4 г. за изграждането на успешни практики по право, имаше една идея... Тя беше свързана с „възможностите за просперитет и взаимно уважение, които могат да се увеличат със създаването на организация на професионален принцип.“ Тази идея той споделя със Силвестър Шийл в студената зимна нощ през 1905 г. почти 9 г. от пристигането си в Чикаго.
През 1905 г. Gus Loehr, когото Харис описва като „организатор“, е поканил Хирам Шори (шивач) и други 2 мъже. Нито Loehr, нито Шори остават повече от няколко седмици в новата организация. Въпреки това стая 711 все още е призната като родно място на Ротарианското движение.
Харис е имал предвид и няколко други имена. Едно от тях е на Хари Ruggles, печатар. Хари е прочут с пеенето си. Известен е като „петия ротарианец“. Няколко седмици по-късно Шиле е избран за първи президент на „Ротари“ като знак на уважение, тъй като първата среща е проведена в неговия офис. Харис предлага няколко имена, сред тях е „Ротари“.

## За тази страница
Настоящата страница е изготвена по идея и с усилията на следните лица:
- д-р Юлия Николова, ПХФ (PHF), член на Ротари клуб София Интернешънъл
- Димитър Мандраджиев, член на Ротари клуб София Интернешънъл